# 帕妃
帕妃（英語：PUFFY；日语： Pafī），日本女性二重唱組合、組合。由大貫亞美、吉村由美組成。1996年以奧田民生企劃製作的單曲《亞細亞的純真》首次亮相。1998年，其專輯《JET CD》成為她們的第一張百萬銷售的熱門專輯，並且在亞洲國家也大獲成功。該組合具有輕鬆自然的風格，友善的好性格，以及受1960年代和1970年代啟發的高品質音樂為特色。在節目中，她們也透過採用復古時尚而非時尚服裝徹底改變了時尚界。2000年於SXSW出演，2002年以Puffy AmiYumi名義在北美巡迴演出，2004年，以帕妃為原型的動畫片《嗨嗨帕妃亞美由美》在美國獲得了成功，並在全球110多個國家播出。

## 簡歷
1994年，來自SMA的大貫亞美和吉村由美相識並於1995年組團。其CD於1996年5月在同一辦公室的音樂製作人奧田民生的帶領下首次亮相。這是奧田第一次與其他藝人合作。出道以來連續4次突破百萬點播率。還創下了同年新人的最高銷售紀錄。2002年，帕妃在日本以外以及亞洲國家獲得了知名度，2002年帕妃的出道CD在北美售出，並進行巡迴演出。2004年，以帕妃為原型的動畫節目《嗨嗨帕妃亞美由美》在美國開播，至今已在全球110多個國家播出。但是本身的活動根據地是在日本，因此積極參與現場表演，例如每年進行全國巡迴演出，並參加日本和海外的許多活動和節慶。
PUFFY這個名字是由安迪·斯塔默命名。它最初也被稱為「The Puffy」。

### 出道之前（1993年—1995年）
大貫亞美來自於東京都町田市，在神奈川縣橫濱市長大，她抱著「收到拒絕通知的準備」將自己高中時期組建樂團的錄音帶樣本寄去SONY主辦的試鏡會。結果獲得入選，但因為團員沒有熱情而被解散。之後她以成為空姐為目標進入了神田外語學院，這是她夢寐以求的工作，但被被她的聲音吸引的SONY員工所說服，於是前往訓練學校接受歌唱指導，作為獨唱歌手為出道做好準備。
大約在同一時間，來自大阪府寢屋川市的吉村由美高中輟學後靠著打工過生活。1993年夏天，她獲得「來試鏡一下」首次亮相的機會。這次的試鏡會是由Sony Music Entertainment主辦，卻因為沒有歌曲評審讓她覺得疑惑。暑假期間，酒店聚集了許多的應試者（大多是十多歲的少女）被要求去游泳池玩、打網球、推桿高爾夫及木偶戲表演等等。吉村由美除了街頭時尚感不錯之外，還有姐姐般的性格，可以透過展示自己的能力來管理團隊，並以「不討人喜歡的好人品。好性格」吸引了負責人的注意。試鏡的目的是找有才華的人，不是唱歌的專長，所以藝人、主持人、模特兒任何的都可以。據說她當時的想法是，自己還要當歌手。當被SONY公司問起想從事什麼樣的娛樂活動時，由美含糊地回答說是歌手，就這樣以SMA旗下藝人的身份移居東京接受聲音訓練。
1994年，亞美和由美在辦公室第一次見面，但由於性格靦腆，一開始無法敞開心扉，關係持續了一段時間，由美以敬語回應年長的亞美。然而，意外步入娛樂圈的兩人卻逐漸加深了友誼，成為了親密無間的關係，直到由美搬進搬出亞美父母的家。對單人出道感到不安的亞美向辦公室提出了與由美二人一起的組合，雖然亞美的獨唱音源已經錄製好了，但還是毫不猶豫地接受了。
之後，受到小室哲哉和小林武史的影響，對企劃製作行業感興趣的奧田民生擔任企劃製作。

### 出道之後（1996年—1997年）
1996年5月13日成立一年後以單曲《亞細亞的純真》正式首次亮相，該單曲由奧田民生企劃製作和作曲，井上陽水作詞。出道後赴美拍攝PV穿越美洲大陸兩週（此模樣收錄於《這是我的生存之道》PV及相片書《RUN！PUFFY！RUN！》）。之後，奧田企劃製作的專輯《amiyumi》和第二枚單曲《這是我的生存之道》相繼發行，這首歌被用作次年春天選拔高等學校棒球大會的入場曲。那一年包攬了年度音樂新人獎。
1997年10月，首部冠名節目綜藝節目《啪啪啪啪帕妃》在朝日電視台系列開播，至2002年3月31日播出。本節目取材於1996年10月28日播出的富士電視台音樂節目《HEY！HEY！HEY！MUSIC CHAMP 》（1996年10月28日播出），是在主持人松本人志對於兩人的個性，他說：「若有一個冠名節目的話你會怎麼做」嘗試為主持人排練時採用虛構的電視節目名稱而誕生的。

### 越來越受歡迎（1998年—約2001年）
1997年起進行亞洲活動，1998年在台灣發行的CD全部獲得金唱片。1998年和1999年，作為巡演的一部分，在香港和台灣舉辦了音樂會（台灣1999年因921大地震取消）。負責單曲CD封套等的美國插畫家羅德尼·艾倫·格林布拉特的角色商品獲得了人氣。另外，這段時間兩人忙著拍戲和主持錄製晨間直播節目《saku morning call》和《帕帕帕帕帕妃》，忙得沒時間睡覺。同時有錄製的工作和進行全國巡演。

### 前進北美（2002年—2005年）
2000年，帕妃在美國德克薩斯州舉辦的搖滾音樂節「SXSW」（South by Southwest）演出。這次的現場表演受到了當地美國人的好評，還有對同樣來自日本的NUMBER GIRL和洛麗塔18號的現場表演印象深刻，兩人表示對現場表演的思考方式發生了變化。2002年趁常駐節目結束之際，首次在北美巡演，並以《SPIKE》在美國獨立出道。此時，帕妃的宣傳是一場不借助大眾媒體，而是乘坐巴士走遍北美114個城市的現場活動。隨後，在SONY的當地廠牌和加拿大的Bar/None Records上發行了當地版本《SPIKE》和精選專輯《An Illustrated History Of Puffy AmiYumi》（未在日本發行）。在美國大學排行榜上名列前茅。在美國發行的前三張專輯總共售出了6萬張。在北美，她們收到綽號Puffy的說唱歌手肖恩·庫姆斯的警告後稱自己為「Puffy AmiYumi」。
2003年，為美國Cartoon Network動畫片《少年悍將》與製作人安迪·斯塔默共同創作並演唱了主題曲《K2G》，至2006年為止已經有42部作品。此外，同台製作人也曾就以兩人為藍本製作動畫進行過一段時間的試探，2004年11月，動畫《嗨嗨帕妃★亞美由美》在美國當地開始播出，與此同時，以收錄動畫主題曲的專輯《Hi Hi Puffy Amiyumi》在美國首次亮相。在採訪中，二人說她們很驚訝音樂家（如辛蒂·羅波和年輕歲月）知道她們，因為他們的孩子是這部卡通片的粉絲。
同年，負責美國動畫真人電影《史酷比2：怪獸偷跑》的片尾曲和劇中插入歌。
在日本同時負責《SD鋼彈FORCE》的主題曲，並於2004年2月11日發行業界首張附錄GUNPLA的CD。
2005年，將所屬唱片公司從出道就加入的EPIC Records轉移至Ki/oon Records。這是SME內部的調配。4月28日，於美國深夜綜藝節目《吉米夜現場》第四季第29集中出演。11月，成為第一個參加紐約秋季傳統活動「梅西百貨全美最大感恩節遊行」的日本人，乘坐仿照動畫出現的現場遊覽巴士的花車遊行，在百貨公司門前進行。此外，為了紀念已簽訂獨家合同的Mattel推出Ami和Yumi角色娃娃，以及樂器、服裝和旅遊巴士玩具，麥迪遜廣場附近的玩具反斗城設立了一個特殊的角落，以配合感恩節後開始的聖誕節銷售季。

### 出道10週年（2006年—2015年）
2006年迎接出道10週年。為了表揚在美國的活動，被任命為美國的旅遊親善大使，美國是日本國土交通省主要推動的「VISIT JAPAN CAMPAIGN」的主要市場國家之一。此外，還被任命為立頓的周年紀念茶大使，並與東京斯卡樂園管絃樂團組成聯名樂隊。6月播出《帕帕帕帕帕妃》限定復活節目，7月起播出一季《嗨嗨帕妃部》。
2008年，在艾薇兒的東京巨蛋演唱會上作為嘉賓現場演出。
2009年7月，專輯《Bring it！》在法國發行，並在巴黎Japan Expo現場演出。
2010年元旦，第一個期間限定官方粉絲俱樂部宣布成立。6月開始，將以粉絲俱樂部啟動公演的名義進行全國巡迴演出，時隔11年在香港演出，時隔12年在台灣演出，門票售罄，證明歷久不衰的人氣。此外，為配合紐約的活動出演，其專輯《honeycreeper》和《Bring it！》將在美國發布。2011年，為慶祝出道15週年，宣布發行專輯《Thank You！》，並於4月展開全國巡演。為了宣傳周年紀念，將比平時更多出現在媒體上。
2015年11月18日，單曲《帕妃立體山》發行。Mofuku Chan擔當聲音製作，前山田健一作詞，PandaBoY作曲，淺野尚志編曲，音樂視頻由「史密音夢（史密斯、夢眠音夢）」製作。

### 出道20週年（2016年—現在）
2016年迎接出道20週年。12月31日於第67屆紅白歌合戰中出場。這是帕妃第一次上紅白歌合戰，作為《帕妃20週年紅白特集》獻唱兩首歌曲「亞細亞的純真」和「與海灘有關的ETC」。
2018年，時隔12年常駐節目在BS SKY PerfecTV開播。
2021年4月21日，25週年紀念套組《PLAYLIST ～PUFFY 25th Anniversary～》發行。
2024年11月20日，以「帕妃與TOOBOE」的名義發行單曲《COLLAGE》（電視動畫《當不成魔法師的女孩》片頭主題曲）。

## 音樂性
製作人奧田民生不喜歡帕妃會跟偶像一樣在短時間內被消耗掉，所以他採取了有責任的教學方式。由於奧田的態度，兩人稱他為「老師」並欽佩他。奧田發現兩人組合的聲音比單獨的人聲更有吸引力。關於如何唱歌，奧田說「因為我強迫她們自己唱歌沒有顫振音，這對她們兩人來說很難。兩人唱不直也沒用。不能欺騙。我不認為可以告訴日本所謂的天后去做像帕妃這樣的事情」。
奧田不希望帕妃依賴特定的領導者，因此1999年專輯《FEVER*FEVER》委託路正德企劃製作，2003年專輯《NICE.》和2004年迷你專輯《59》由安迪·斯塔默企劃製作。尤其《NICE.》的所有歌曲都是他作曲的。
出道初期，帕妃以「純企劃」的形式結束，所以並沒有明確的目標方向。之後隨著人氣的下降逐漸向藝人方向發展，並透過《NICE.》展現出一點成就“從角色中逃脫並開始變得嚴肅”。然而，正是《嗨嗨帕妃亞美由美》在美國的成功阻止了她們，再次確認自己作為流行人物的號召力，她們想要製作的音樂也變得清晰起來。
專輯《Splurge》以降一如既往地接受多位作曲家的作品，並要求單獨製作的趨勢仍在繼續。奧田和安迪經常提供歌曲，但對於專輯，他們受邀在日本和海外喜歡的藝人，例如椎名林檎、齊藤和義、千葉湧介、LOW IQ 01、山中澤男等人提供了多首歌曲。
作詞方面，從早期開始就一起或單獨作詞，並以《Tararan/Puffy no Tōrmen》（1998年）作為單曲首次獲得PUFFY的稱號。對於2006年發行的第9張專輯《Splurge》，rockin'on編輯兵庫慎司對所有歌曲進行了評論，他讚稱讚兩位作詞家的表現。但是，她們對歌詞沒有任何承諾。而且還發行幾首帶有英文歌詞的單曲。

## 支援成員
每首歌都有不同的音樂家參與錄製，提供者和其他樂團成員經常表演。2011年發表的專輯《Thank You！》裡面收錄的所有歌曲均由樂團成員現場演奏。現場演出大多在固定的樂團中進行，雖然成員可能會因電視演出和巡迴演出而有些變化，但節奏部分自出道以來幾乎沒變。
- 鼓手
  - 古田崇（ex.Dr.StrangeLove（日语：Dr.StrangeLove），初期團長（日语：バンドマスター），1997年—）
他也有支援PUFFY的老師奧田民生，之前在獨角獸樂團（日语：UNICORN）的川西幸一（日语：川西幸一）退團後一起巡迴演出。此外，古田沒有辦法支援PUFFY時，則是川西前來支援。
  - 松川恒二（1997年）
  - 中島信（日语：ナカジマノブ）（人間椅子、PONI-CAMP、DOMINGOS（日语：ドミンゴス (バンド)），電視演出時，2003年—）
  - 川西幸一（獨角獸樂團，2007年—）
此前，1996年曾經支援PUFFY辦公室的年終活動「亞細亞的巨乳」（「亞細亞的純真（日语：アジアの純真）」+「鬍鬚和巨乳（日语：ヒゲとボイン）」）。
  - 小林雅之（日语：小林雅之）（SKY WALKER(S)（日语：JUN SKY WALKER(S)），電視演出時，2000年—）
  - 山田雅人（日语：山田雅人 (ドラマー)）（SNOWKEL（日语：シュノーケル (バンド)），電視演出時，2008年—）
  - P助（平尾 雄祐｜cembalo，2009年）
  - 山口美代子（日语：山口美代子）（DETROITSEVEN、BimBamBoom，2010年—）
- 貝斯
  - 井上富雄（日语：井上富雄）（1997年—）
  - 木下裕晴（日语：木下裕晴）（ex.L⇔R（日语：L⇔R），第2代團長鬼軍曹，1998年—）
  - REI（PONI-CAMP，電視演出時，2003年—）
  - KATARU（NEW ROTE'KA（日语：ニューロティカ），電視演出時，2005年—）
- 吉他
  - 柳澤二三男（1997年—2007年）
  - 剛（ex.JUSTY-NASTY（日语：JUSTY-NASTY），1997年－2006年）
  - 藤井謙二（日语：藤井謙二）（ex.MY LITTLE LOVER，2006年）
  - （ex.洛麗塔18號（日语：ロリータ18号），2006年—）
  - Enapou（日语：エナポゥ）（PONI-CAMP、ex.洛麗塔18號，電視演出時，2003年—）
  - （ex.NEW ROTE'KA（日语：ニューロティカ）、，2004年）
  - 中重雄（日语：中重雄）（The Surf Coasters（日语：ザ・サーフコースターズ），2007年—）
  - 岩瀨敬吾（日语：岩瀬敬吾）（ex.19，2008年）
  - 藤田祐介（日语：フジタユウスケ）（2009年—）
- 鍵盤手
  - Gee2wo（日语：柴田義也）（ex.RC SUCCESSION（日语：サクセション），1998年）
  - 藤本純一（1998年—）
  - 齊藤有太（1997年—）
  - 伊東美紀男（2006年—）
  - 鈴木秋則（日语：鈴木秋則）（電視演出時，2007年－）
  - 渡邊俊輔（副團長，2006年—）

## 音樂作品

### 單曲

#### 原創單曲
| #    | 發表日         | 單曲名稱（日文原名）          | 規格編號                                    | 樂曲製作                                           | 收錄專輯            | 順位    |
| ---- | -------------- | ----------------------------- | ------------------------------------------- | -------------------------------------------------- | ------------------- | ------- |
| 1st  | 1996年5月13日  | 亞細亞的純真（）              | ESDB-3659                                   | 作詞：井上陽水 作曲、編曲：奧田民生                | amiyumi             | 第3名   |
| 2nd  | 1996年10月7日  | 這是我的生存之道（これが私の生きる道）          | ESDB-3722                                   | 作詞、作曲：奧田民生                               | JET CD              | 第1名   |
| 3rd  | 1997年3月12日  | 賽車場上的女孩（）            | ESDB-3748                                   | 作詞、作曲：奧田民生                               | JET CD              | 第1名   |
| 4th  | 1997年4月16日  | 與海灘有關的ETC（）           | ESDB-3749                                   | 作詞：井上陽水 作詞、編曲：奧田民生                | JET CD              | 第1名   |
| 5th  | 1997年12月12日 | MOTHER/追根究底死纏到底（）   | ESDB-3817                                   | 作詞：井上陽水 作詞、編曲：奧田民生                | JET CD              | 第5名   |
| 6th  | 1998年3月14日  | 愛的證明（）                  | ESDB-3832                                   | 作詞、作曲：草野正宗 編曲：奧田民生                | JET CD              | 第3名   |
| 7th  | 1998年8月29日  | Tararan/Puffy no Tōrmen（）   | ESDB-3860                                   | 作詞：PUFFY、奧田民生 作曲、編曲：安迪·斯塔默      | FEVER*FEVER         | 第4名   |
| 8th  | 1998年12月12日 | Puffy de 倫巴（）             | ESDB-3888                                   | 作詞：PUFFY 作曲：田村依子 編曲：路正德            | FEVER*FEVER         | 第14名  |
| 9th  | 1999年4月1日   | 星期日的女孩（）              | ESDB-3907                                   | 作詞、作曲：奧田民生 編曲：路正德                  | FEVER*FEVER         | 第15名  |
| 10th | 1999年6月9日   | 為了夢想（）                  | ESDB-3913                                   | 作詞、作曲：奧田民生                               | FEVER*FEVER         | 第12名  |
| 11th | 2000年4月5日   | 去海邊/在泳池（）             | ESCB-2122                                   | 作詞、作曲：奧田民生                               | SPIKE               | 第15名  |
| 12th | 2000年9月27日  | Boogie Woogie No.5（）        | ESCB-2173                                   | 作詞、作曲：奧田民生                               | SPIKE               | 第22名  |
| 13th | 2001年4月25日  | 嶄新的日子（）                | ESCB-2229                                   | 作詞：PUFFY 作曲、編曲：安迪·斯塔默                | NICE.               | 第28名  |
| 14th | 2001年12月5日  | 藍色淚水（）                  | ESCL-2287                                   | 作詞、作曲：三田二郎 編曲：奧田民生                | THE HIT PARADE      | 第32名  |
| 15th | 2002年2月6日   | 颶風（）                      | ESCL-2293                                   | 作詞：湯川麗子 作曲：井上大輔 編曲：奧田民生       | THE HIT PARADE      | 第36名  |
| 16th | 2002年11月20日 | 紅色鞦韆/Planet Tokyo（）     | ESCL-2351                                   | 作詞：PUFFY 作曲、編曲：安迪·斯塔默                | NICE.               | 第45名  |
| 17th | 2004年2月11日  | SUNRISE                       | ESCL-2495                                   | 作詞：PUFFY 作曲、編曲：安迪·斯塔默                | 59                  | 第24名  |
| 18th | 2005年7月13日  | 開始時的那首歌/美妙派對（）   | KSCL-841                                    | 作詞：PUFFY 作曲、編曲：安迪·斯塔默                | Splurge             | 第33名  |
| 19th | 2005年11月16日 | Hi Hi                         | KSCL-896                                    | 作詞：PUFFY 作曲、編曲：安迪·斯塔默                | Hi Hi Puffy AmiYumi | 第107名 |
| 20th | 2006年4月12日  | Mogura Like（）               | KSCL-978                                    | 作詞、作曲、編曲：奧田民生                         | Splurge             | 第35名  |
| 21st | 2006年5月24日  | Tokyo I'm On My Way           | KSCL-988                                    | 作詞、作曲：德克斯特·荷蘭 編曲：龜田誠治           | Splurge             | 第58名  |
| 22nd | 2006年11月22日 | 工作的男人（）                | KSCL-1073                                   | 作詞、作曲：奧田民生                               | —                   | 第41名  |
| 23rd | 2007年7月18日  | Boom boom beat/江戶流星IV（） | KSCL-1137                                   | 作詞：PUFFY 編曲、作曲：安德斯·赫爾格倫、大衛·邁爾 | honeycreeper        | 第47名  |
| 24th | 2007年9月5日   | Oriental Diamond/唇情蜜語（） | KSCL-1167                                   | 作詞：井上陽水 作曲、編曲：奧田民生                | honeycreeper        | 第55名  |
| 25th | 2008年5月21日  | All Because Of You            | KSCL-1253                                   | 作詞、作曲：巴奇·沃克、艾薇兒·拉維尼               | Bring it！          | 第34名  |
| 26th | 2008年8月6日   | 我的故事（）                  | KSCL-1271                                   | 作詞：PUFFY 作曲、編曲：安德斯·赫爾格倫、大衛·邁爾 | Bring it！          | 第44名  |
| 27th | 2009年2月25日  | 日和姬（）                    | KSCL-1345                                   | 作詞、作曲：椎名林檎                               | Bring it！          | 第38名  |
| 28th | 2009年7月29日  | 無論是誰（）                  | KSCL-1432                                   | 作詞、作曲：千葉湧介                               | 15                  | 第30名  |
| 29th | 2010年11月17日 | R.G.W.                        | KSCL-1660                                   | 作詞：PUFFY 作曲：奧田民生                         | Thank You！         | 第44名  |
| 30th | 2011年2月9日   | 生日快樂（）                  | KSCL-1720                                   | 作詞：PUFFY 作曲：大衛·邁爾、彼得·克溫特           | Thank You！         | 第28名  |
| 31st | 2011年8月17日  | SWEET DROPS                   | KSCL-1830/1                                 | 作詞、作曲：鈴木祥子                               | 15                  | 第25名  |
| 32nd | 2012年5月23日  | 朋友的Wao！（）               | KSCL-2040/1                                 | 作詞：PUFFY、石野卓球 作曲：石野卓球               | 非脫力派宣言        | 第85名  |
| 33rd | 2013年5月22日  | 脫烏托邦（）                  | KSCL-2240/1                                 | 作詞：PUFFY 作曲：石原理酉                         | 非脫力派宣言        | 第102名 |
| 34th | 2015年11月18日 | 帕妃立體山（）                | WPCL-12247 （初回盤） WPCL-12248 （通常盤） | 作詞：前山田健一 作曲：PandaBoY 編曲：淺野尚志     | THE PUFFY           | 第62名  |

#### 網路發布限定單曲
| #   | 發表日         | 單曲名稱（日文原名）  | 樂曲製作                             | 收錄專輯     |
| --- | -------------- | --------------------- | ------------------------------------ | ------------ |
| 1st | 2014年4月23日  |                       | 作詞、作曲：ROLLY                    | 非脫力派宣言 |
| 2nd | 2015年7月29日  | COLORFUL WAVE SURFERS | 作詞：PUFFY 作曲：岡本浩輝           | —            |
| 3rd | 2016年4月14日  | FANTASY THEATER       | 作詞・作曲：矢內景子、近谷直之       | -            |
| 4th | 2017年3月29日  |                       | 作詞：PUFFY 作曲：堂島孝平           | THE PUFFY    |
| 5th | 2018年12月7日  |                       | 作詞：櫻桃子 作曲：織田哲郎          | THE PUFFY    |
| 6th | 2020年7月28日  |                       | 作詞：大貫亞美 編曲：渡邊俊介        | —            |
| 7th | 2021年4月30日  | Pathfinder            | 作詞：PUFFY 作曲、編曲：生形真一     | THE PUFFY    |
| 8th | 2023年11月22日 | SweetSweet            | 作詞：奧田民生、PUFFY 作曲：奧田民生 |              |

#### 聯名單曲
- Hazumu Rhythm（日语：ハズムリズム）（2006年9月20日）[c]
- COLLAGE（2024年11月20日）[d]

### 專輯

#### 原創專輯
| #    | 發表日         | 專輯名稱（日文原名） | 規格編號                                                                 | 順位   | 備註                                                                            |
| ---- | -------------- | -------------------- | ------------------------------------------------------------------------ | ------ | ------------------------------------------------------------------------------- |
| 1st  | 1996年7月22日  | amiyumi              | ESCB-1722                                                                | 第3名  | 迷你專輯。台灣、香港均有發行。 初版為圖片標籤規範。                             |
| 2nd  | 1998年4月1日   | JET CD               | ESCB-1871                                                                | 第1名  | 百萬名曲。台灣、香港均有發行。 初版為圖片標籤規範。                             |
| 3rd  | 1999年6月23日  | FEVER*FEVER          | ESCB-1995                                                                | 第3名  | 台灣、香港均有發行。 初版為圖片標籤規範。                                       |
| 4th  | 2000年10月12日 | SPIKE                | ESCB-2174                                                                | 第10名 | 2002年5月在美國獨立廠牌發行。 初版為圖片標籤規範。                              |
| 5th  | 2003年1月22日  | NICE.                | ESCL-2357                                                                | 第20名 | 安迪·斯塔默企劃製作。也作為北美版本在美國、加拿大發行。收錄歌曲和封套也有不同。 |
| 6th  | 2004年3月31日  | 59                   | ESCL-2680                                                                | 第62名 | 迷你專輯。安迪·斯塔默企劃製作。                                                 |
| 7th  | 2006年6月28日  | Splurge              | KSCL-1010                                                                | 第19名 | 出道10週年紀念專輯。轉換唱片公司第一彈。 包括初版限量交換卡片。                 |
| 8th  | 2007年9月26日  | honeycreeper         | KSCL-1174                                                                | 第27名 | 2010年在美國發佈。                                                              |
| 9th  | 2009年6月17日  | Bring it！           | KSCL-1387～1388（初回生產限定盤） KSCL-1389（通常盤）                    | 第17名 | 7月2日在法國發行，2010年在美國發佈。                                            |
| 10th | 2011年3月9日   | Thank You！          | KSCL-1746～1747（初回生產限定盤） KSCL-1748（通常盤）                    | 第25名 | 15週年紀念專輯。                                                                |
| 11th | 2021年9月22日  | THE PUFFY            | WPCL-13329（初回限定盤A） WPZL-31902（初回限定盤B） WPCL-13330（通常盤） | 第27名 | 25週年紀念專輯。                                                                |

#### 翻唱專輯
| 發表日        | 專輯名稱（日文原名） | 規格編號  | 順位   | 備註                 |
| ------------- | -------------------- | --------- | ------ | -------------------- |
| 2002年2月20日 | THE HIT PARADE       | ESCL-2288 | 第10名 | 初版為圖片標籤規範。 |
| 2009年3月25日 | PUFFY AMIYUMI×PUFFY  | KSCL-1371 | —      | 翻唱合輯             |

#### 精選專輯
| 發表日         | 專輯名稱（日文原名）                     | 規格編號                                                                                 | 順位   | 備註 |
| -------------- | ---------------------------------------- | ---------------------------------------------------------------------------------------- | ------ | --- |
| 2000年7月5日   | The Very Best of Puffy/amiyumi jet fever | ESCB-2140（CD）                                                                          | 第2名  | |
| 2000年7月14日  | The Very Best of Puffy/amiyumi jet fever | SYUM-0162/3（2LP）                                                                       | 第2名  | |
| 2002年5月21日  | An Illustrated History                   | —                                                                                        | —      | 只在北美國家發行。 |
| 2007年2月14日  | Hit&Fun                                  | KSCL-1097/8（初回盤） KSCL-1099（通常盤）                                                | 第9名  | 10週年紀念。由粉絲投票選曲。韓國、台灣、香港、馬來西亞、新加坡均有發行。                                                               |
| 2011年11月23日 | 15                                       | KSCL-1891～4（初回盤） KSCL-1895/（通常盤）                                              | 第21名 | 15週年紀念。一組2枚，收集“鐵板”歌曲的Disc1和收集成員按下“太鼓判”歌曲的Disc2。                                                          |
| 2016年4月6日   | 非脫力派宣言（）                         | WPCL-12291/2（BEAMS聯名限定盤A） WPCL-12351/2（BEAMS聯名限定盤B） WPCL-12298/9（通常盤） | 第14名 | 20週年紀念。依時間順序排列，歌曲從過去的單曲中選出。包括2首新歌。                                                                      |
| 2021年4月21日  | PLAYLIST ～PUFFY 25th Anniversary～      | MHCL-30671~6                                                                             | —      | 25週年紀念。一組6枚（5枚CD+1枚DVD）。從過去的歌曲中選擇五個時代主題曲。至於DVD包含除了PV和TV-SPOT視頻外，還收入3首歌的現場演唱會視頻。 |

#### 企劃專輯
1. solosolo（日语：solosolo）（大貫美吉村由美名義，1997年8月6日）
2. 混音專輯《PRMX》（1999年12月31日，也有發行MD與模擬盤）
3. 混音專輯《PRMX TURBO》（2003年9月18日）
4. 致敬專輯《MARCHING PUFFY》（2003年11月26日）
5. 原聲音樂《嗨嗨帕妃亞美由美》（2004年11月16日，全美亮相專輯）

### 翻唱作品
- 鈴木雅之致敬專輯《SUZUKI MANIA（日语：SUZUKI MANIA）》（2004年2月25日發行）
  - M-10「颶風」參加
- NEW ROTE'KA（日语：ニューロティカ）致敬專輯《A.I COMPANY》（2004年3月17日發行）
  - DISC-2,M-8「東京花火」參加
- 山口百惠致敬專輯《Thank you》（2004年5月18日發行）
  - M-6「一個夏天的經驗（日语：ひと夏の経験）」參加
- 吉他狼（日语：ギターウルフ）致敬專輯《I LOVE GUITAR WOLF very much》（2004年6月23日發行）
  - M-12「CAN-NANA FEVER」參加
- 真心兄弟（日语：真心ブラザーズ）致敬專輯《真心翻唱集（日语：真心COVERS）》（2004年9月1日發行）
  - M-5參加
- 約翰·藍儂致敬專輯《生日快樂，約翰（日语：HAPPY BIRTHDAY,JOHN）》（2005年9月30日發行）
  - M-7「鑽石天空下的露西」參加
- 松田聖子致敬專輯《Jewel Songs（日语：Jewel Songs 〜Seiko Matsuda Tribute & Covers〜）》（2006年12月13日發行）
  - M-4「天使的眨眼（日语：天使のウィンク）」參加
- 《UNICORN TRIBUTE（日语：ユニコーン・トリビュート）》／《奧田民生 翻唱集（日语：奥田民生・カバーズ）》（2007年10月24日發行）
  - DISC-2,M-7「工作的男人（日语：働く男）」／DISC-2,M-2「健康」參加
- 辛蒂·羅波致敬專輯《We Love Cyndi -Tribute To Cyndi Lauper-》（2008年7月23日發行）
  - M-1「Girls Just Want To Have Fun」參加
- SNUFF（日语：Snuff (band)）致敬專輯《Yowavinalaaaafincha？ -A Tribute To Snuff-》（2008年9月24日發行）
  - M-12「Not Listening」參加
- JUDY AND MARY 15th Anniversary Tribute Album（日语：JUDY AND MARY 15th Anniversary Tribute Album）（2009年3月18日發行）
  - M-2「mottö（日语：motto (JUDY AND MARYの曲)）」參加
- THE BLUE HEARTS "25th Anniversary" TRIBUTE（日语：THE BLUE HEARTS "25th Anniversary" TRIBUTE）（2010年2月24日發行）
  - M-5「溫柔待人（日语：人にやさしく）」參加

### VHS、DVD
1. 「RUN！PUFFY！RUN！」（VHS-1996/12/01、DVD-2000/10/12）
2. 「TOUR！PUFFY！TOUR！」（VHS-1997/09/21、DVD-2000/10/12）
3. 「JET VIDEO」（VHS-1998/06/10、DVD-2000/10/12）
4. 「JET TOUR EXTRA」（VHS-1999/01/21、DVD-2000/10/12）
5. 「FEVER FEVER VIDEO」（VHS-1999/12/18、DVD-200010/12）
6. 「CLIPS」（DVD-2000/07/05）
7. （VHS、DVD-2001/04/25）
8. 「Rolling Debut Revue CANADA USA Tour 2002」（VHS、DVD-2002/12/18）
9. 「FUNCLIPS FUNCLUB」（DVD-2005/05/11）
10. 「TOUR！PUFFY！TOUR！10 FINAL at 日比谷野外音樂堂」（DVD-2006/12/20）

## 商業搭配
| 樂曲                  | 商業搭配                                                     |
| --------------------- | ------------------------------------------------------------ |
| 亞細亞的純真          | 廣告「」                                                     |
| 這是我的生存之道      | 廣告「資生堂 TESSERA」                                       |
| 這是我的生存之道      | 第69屆選拔高等學校棒球大會入場進行曲                         |
| 這是我的生存之道      | 電影《內村大人～ZU THE MOVIE ANGEL》主題歌                   |
| 這是我的生存之道      | 動畫《ReLIFE》第5話片尾主題曲（2016年）                      |
| 賽車場上的女孩        | 廣告「YAMAHA Vino」                                          |
| 與海灘有關的ETC       | 廣告「」                                                     |
| MOTHER                | 電視劇《東京聖誕夜》                                         |
| 追根究底死纏到底      | 朝日電視台系列《啪啪啪啪帕妃》                               |
| 愛的證明              | 廣告「資生堂 TISS」                                          |
| Tararan               | 廣告「大發 MoveLatte」                                       |
| Puffy de 倫巴         | 廣告「大發 Move Latte/資生堂 TISS」                          |
| 星期日的女孩          | 廣告「YAMAHA Vino」                                          |
| 為了夢想              | 廣告「三得利 Bikkle」                                        |
| 去海邊                | 廣告「三得利 Bikkle」                                        |
| 在泳池                | 廣告「獅王 EMERON」                                          |
| Boogie Woogie No.5    | 廣告「SOTEC」                                                |
| 嶄新的日子            | 廣告「三得利 Bikkle」                                        |
| 紅色鞦韆              | 廣告「三得利 DAKARA」                                        |
| SUNRISE               | 動畫《SD鋼彈FORCE》片頭主題曲                                |
| 開始時的那首歌        | 動畫電影《劇場版 神奇寶貝：夢幻與波導的勇者 路卡利歐》主題歌 |
| Hi Hi                 | 廣告「」                                                     |
| Hi Hi                 | 動畫《嗨嗨帕妃亞美由美》                                     |
| Mogura Like           | 2006年度THE 職業棒球（TBS）主題歌曲                          |
| Tokyo I'm On My Way   | 廣告「」                                                     |
| 工作的男人            | 動畫《工作狂人》片頭主題曲                                   |
| Boom boom beat        | 廣告「模式學園」                                             |
| 江戶流星IV            | 動畫《大江戶火箭》片頭主題曲                                 |
| Oriental Diamond      | ANA中國航線就航20週年主題歌曲                                |
| 唇情蜜語              | 廣告「佳麗寶 Lavshuca」                                      |
| All Because Of You    | 廣告「SONY Walkman」                                         |
| 我的故事              | 廣告「佳麗寶 Lavshuca」                                      |
| 日和姬                | 動畫《源氏物語千年紀 Genji》片頭主題曲                       |
| 日和姬                | 廣告「森永乳業 MOW」                                         |
| 無論是誰              | 動畫電影《劇場版 火影忍者疾風傳：火意志的繼承者》主題歌      |
| R.G.W.                | 《玩具總動員3》藍光與DVD廣告                                 |
| R.G.W.                | 日本電視台《DON！》主題歌曲                                  |
| R.G.W.                | 神奈川電視台《戰國鍋TV》片尾主題曲                           |
| 生日快樂              | 東京電視台《JAPAN COUNTDOWN》2011年1月片頭曲                 |
| 生日快樂              | 廣告「森永乳業 MOW」                                         |
| SWEET DROPS           | 富士電視台「noitaminA」時段動畫《白兔玩偶》片頭主題曲        |
| SWEET DROPS           | 電影《白兔玩偶》主題歌                                       |
| 朋友的Wao！           | 瀨戶內電視台《可愛巧虎島Wao！》                              |
| 脫烏托邦              | H.I.S.「」廣告歌曲                                           |
|                       | Dlife《凱莉日記》形象歌曲                                    |
| COLORFUL WAVE SURFERS | LAZONA降價賣場 廣告歌曲                                      |
|                       | 電影《可愛巧虎島：巧虎的彩虹綠洲》主題歌曲                   |
|                       | 富士電視台系列動畫《櫻桃小丸子》片尾主題曲                   |
|                       | 東寶與AlphaPolis「」                                         |
| Pathfinder            | 哥倫比亞運動服裝日本精選「ESCAPE with Columbia」             |
| SweetSweet            | 電影《劇場版 森林家族 來自芙蕾雅的禮物》主題歌曲             |
| COLLAGE               | MBS、TBS「Animeism」時段動畫《當不成魔法師的女孩》片頭主題曲 |

## 國內外活動

### 演出

#### 綜藝節目
- 竹山老師。（日语：竹山先生?）（東京電視台）—迷你單元聲音演出
- VIDEO JAM（日语：VIDEO JAM）（朝日電視台）
- saku saku morning call（日语：saku saku morning call）（初代主持人，神奈川電視台，1997年）
- ICHIBAN！（日语：イチバン!）（TBS，1997年8月7日）
- 啪啪啪啪帕妃（日语：パパパパパフィー）（朝日電視台，1997年10月1日—2002年3月30日）
- 穿越瑞士!? 這就是帕妃的徒步旅行 ～我要當海蒂!!～（朝日電視台，2000年9月3日）
- 嗨嗨帕妃部（日语：Hi Hi PUFFY部）（朝日電視台，2006年7月5日—9月）
- （MBS，週四－週日，2010年4月—7月）—旁白

#### 電視劇
- （日本電視台，1997年9月）
- 東京聖誕夜（富士電視台，1997年9月—12月）
- 工作狂人 第7話（富士電視台，2006年）—飾 本人（聲音演出）

#### 電視動畫
- 蠟筆小新（朝日電視台，1997年10月10日）—飾 本人（聲音演出）
- 白兔玩偶（富士電視台，2011年，第9話）—飾 本人（聲音演出）
- 櫻桃小丸子（富士電視台，2018年12月23日）—大貫飾 大村亞美（聲音演出）、吉村飾 大村由美（聲音演出）[36]

#### 廣播節目
- SOTEC（日语：ソーテック）帕妃電台（TOKYO FM，2001年1月—不明）
- Hi Hi PUFFY ENGLISH（J-WAVE 週一—週四 ，節目「M+(MUSIC PLUS)」內）
- Amusic Diner（2021年9月5日、12日、19日、26日，COCOLO（日语：FM COCOLO））—主持人
- Artist THE VOICE-（日语：Monthly Artist File-THE VOICE-）（2021年9月5日、12日、19日，TOKYO FM／JFN37局）—主持人
- STEP ONE（2021年9月13日—16日，J-WAVE）MY FAVORITE THINGS
- GROOVE LINE（日语：GROOVE LINE）（2021年9月22日，J-WAVE）—遠方來賓
- TRAD（日语：THE TRAD）（2021年9月27日，TOKYO FM）—來賓
- （2021年9月29日，TBS電台）—來賓

電影
- 模仿犯（2004年）—飾 騎自行車路過的兩個人
- 在宇宙最任性的星星（日语：宇宙で1番ワガママな星）（2010年）—飾 本人
- 內村大人～ZU（日语：内村さまぁ〜ず） THE MOVIE ANGEL（2015年）—飾 本人

#### 動畫
- 打獵季節（2006年）—飾 蘿絲、飾 瑪莉亞

#### 廣告
- （1996年—約1997年）
- 資生堂 TESSERA（日语：ティセラ）、TISS
- SONY Handycam、Walkman
- YAMAHA發動機 Vino（日语：ヤマハ・ビーノ）
- Tu-Ka Phone關西（日语：ツーカー）（1998年）[37]
- 三得利 Bikkle（日语：サントリーフーズ#乳性飲料）（1999年—約2000年）
- LIFE（日语：ライフカード） 生命卡（1999年）
- 獅王 EMERON（日语：エメロン） Aqua Pure（2000年—）
- 必勝客 脆皮披薩（2000年）
- JR九州 2枚切符、4枚切符（日语：2枚きっぷ・4枚きっぷ）（2001年夏天—2003年春天）
- 日本中央競馬會（2001年（聲音））
- SOTEC（日语：ソーテック） AFiNA Style（2001年）
- 任天堂 Famicom Mini 光碟系統選擇（2004年）
- 華納娛樂日本 《史酷比2：怪獸偷跑》（2004年）
- 味之素 J-OIL MILLS（日语：J-オイルミルズ） （2005年—）
- 東寶 《劇場版 神奇寶貝：夢幻與波導的勇者 路卡利歐》（2005年）
- 大發 Move Latte（日语：ダイハツ・ムーヴラテ）（2004年—2008年）
- 長谷工法人（日语：長谷工コーポレーション）、有樂土地（日语：大成有楽不動産）、伊藤忠都市開發（日语：伊藤忠都市開発）等 哥倫布市（千葉縣幕張新都心）（2006年）
- JOiNVEST證券（日语：ジョインベスト証券）（2006年）
- GAP世界展開廣告角色（2007年）
- 全日本空輸 中國航線就航20週年活動（2007年）
- 佳麗寶（日语：カネボウ化粧品） Lavshuca（日语：Lavshuca）（2007年—）
- 可果美 蔬菜生活（日语：カゴメ・野菜生活100）（2008年）
- 森永乳業 愛斯基摩MOW（日语：MOW (アイスクリーム)）、（2008年—）
- 玩具總動員3 DVD、藍光（2010年）
- 豐田汽車 COROLLA FIELDER HYBRID（日语：トヨタ・カローラフィールダー） （2015年）—與木村拓哉（SMAP）、OKAMOTO'S（日语：OKAMOTO'S）、清水翔太、矢野顯子（日语：矢野顕子）共演
- 麒麟啤酒（2016年）[38]

### PV
- LOW IQ 01（日语：LOW IQ 01）「Thorn in My Side」（2019年）

### 演奏會、活動
- 1996年 「Hit&Run2000GTR」（亞美單人）
- 1997年 巡迴「RUN！Puffy！RUN！」（14場公演，包括預演和附加演出）

「Hit&Run2000GTR-S」（3場公演，亞美在Bobo's餐廳、由美在Waikiki Champions餐廳演出）
- 1998年 巡迴「JET TOUR 98」（31場國內公演，包括首次日本武道館公演、3場亞洲公演）

「Hit&Run2000GTR-W」（5場公演，HELL番地夜死村以南無亞美演出）
「富富富富富士山」
- 1999年 俱樂部巡迴「俱樂部賽道'99」（國內5場公演）

大廳巡迴「FEVER*FEVER」（國內25場公演）
「8一了喲！全員集合」「8四了喲！全員集合」「8五了喲！在這裡全員移動」「富富富富富士山2」「ROCKING GREEN KOIWAI」
「Hit&Run2000GTR-F」（8場公演）
- 2000年 巡迴「秒殺大作戰、特別篇」（國內28場公演）

於「SXSW2000」首次美國公演
- 2001年 巡迴「2001年途中之旅」（國內21場公演）
- 2002年 巡迴「Mad Dogs & Runaway Cats Rolling Cover Revue」（國內11場公演）

美國巡迴「Rolling Debut Revue CANADA USA Tour 2002」首次北美單人巡迴（12場公演）
「SUMMER SONIC 2002」
- 2003年 Dream Power John Lennon Super Live（日语：Dream Power ジョン・レノン スーパー・ライヴ）
- 2004年 巡迴「P-59 SPECIAL」（國內6場、美國3場公演）

「Sony Music Fes. 2004」「RISING SUN ROCK FESTIVAL 2004」「SETSTOCK 2004」
- 2005年 美國巡迴「Hi！Hi！Puffy AmiYumi ROCK SHOW *** GO WEST!!」（美國7場公演）

國內巡迴「Hi！Hi！Puffy AmiYumi ROCK SHOW *** GO FAR EAST!!」（國內7場公演）
美國巡迴「Hi！Hi！Puffy AmiYumi ROCK SHOW *** GO EAST!!」（美國5場公演）
「SUMMER SONIC 2005」「Dream Power John Lennon Super Live」「SMA 巴厘島3嘉年華」
- 2006年 國內巡迴「TOUR！PUFFY！TOUR！10」（國內13場公演）、「LIVE Splurge 2006」

美國巡迴「Puffy AmiYumi Tour '06 Splurge！」（美國7場公演）
「ROCKIN'ON PRESENTS JAPAN CIRCUIT -vol.38-」「PUFFY IN 奈良東大寺」「SUMMER SONIC 2006」「ROCK IN JAPAN FESTIVAL 2006」「HIGHER GROUND 2006」「COUNTDOWN JAPAN 06/07」
- 2007年 巡迴「Hits & Fans」（國內3場公演）

巡迴「PUFFY TOUR 2007 honeysweeper」（加拿大1場、美國4場、日本7場公演）
@ZEPP LEAGUE「奧田民生 vs PUFFY」「ROCK IN JAPAN FES 2007」
- 2008年 巡迴「All Because Of Live 2008」（國內3場公演）

「GREEN POWER LIVE 2008」「星野樂器100週年活動『百年的鼓動』」「ROCK IN JAPAN FES 2008」「COUNT DOWN JAPAN 08/09」
- 2009年 巡迴「Bring it！」（國內公演）

「SOUND SHOOTER#04」「MTV SING OUTsupported by PEPSI NEX」「ROCK IN JAPAN FES 2009」「SUMMER SONIC 2009」「（4場公演）」「COUNT DOWN JAPAN 09/10」
- 2010年 戲團ACESS創團公演（日本9場公演、香港、台灣）

「ROCK IN JAPAN FES 2010」「RISIN SUN ROC FESTIVAL 2010」「ap bank fes 2010」「JUNK！JUNK！JUNK！2010」「岩船山Cliff Stage#10」「Far East To East Showcase in NY」「BEST HIT☆SMA」「COUNT DOWN JAPAN 10/11」
- 2011年 巡迴「Time for ACTION」（國內12場公演）

「ROCK IN JAPAN FES 2011」

### 獲獎紀錄
- 1996年：日本有線大獎、日本唱片大獎最優秀新人獎、第34屆金箭獎（日语：ゴールデン・アロー賞）新人獎（音樂）
- 1997年：Best-Jeanis獎（日语：ベストジーニスト）
- 1998年：日本金唱片大獎「年度流行專輯」
- 2001年：Hair Coloring獎藝術家部門
- 2005年：日經BP社（日语：日経BP） 第4屆日本創新大獎（日语：日本イノベーター大賞）酷日本獎。而委託當時正在日本進行訪問的The Offspring樂團的主唱德克斯特·荷蘭（英语：Dexter Holland）作曲的《Tokyo I'm On My Way（日语：Tokyo I'm On My Way）》獲得了LA MUSIC AWARD 06「年度世界音樂單曲獎」。

### NHK紅白歌合戰出場歷
| 年度／放送回               | 參加次數 | 演唱歌曲             | 出演順 | 白組對手    | 備註         |
| -------------------------- | -------- | -------------------- | ------ | ----------- | ------------ |
| 2016年（平成28年）／第67屆 | 初       | PUFFY 20週年紅白特集 | 1／23  | 關西傑尼斯8 | 紅組先攻頂峰 |

注：出演順以「第〇組／總組數」表示。

### 其它

#### 書籍
- 《BOON PUFFY BOON》（相片書，祥傳社，1997年）
- 《RUN！PUFFY！RUN！》（相片書，Sony Magazines（日语：ソニー・マガジンズ），1998年）
- 《PA PA PA PA PUFFY》1—3冊（單行本，角川書店，1998年、1999年）
- 《PUFFY 大吉》（單行本，祥傳社，1999年）
- （單行本，PIA（日语：ぴあ），2000年）
- 《Smile》（繪本，小學館文庫，2002年）
- 《HI HI PUFFY ENGLISH》（單行本，PIA，2006年）
- （單行本，Sony Magazines，2006年）
- （單行本，河出書房新社，2008年）
- （繪本智能「」內發佈，I-FREEK（日语：アイフリークモバイル），2011年）

#### 遊戲
- 「Puffy的P.S. I Love You」（PlayStation，Sony Computer Entertainment，1999年）
- 「嗨嗨帕妃★亞美由美」（Game Boy Advance，D3PUBLISHER（日语：ディースリー・パブリッシャー），2005年）

#### CD-ROM
- 「ROM！PUFFY！ROM！」
（罐裝T卹＋CD-ROM，1997年）

## 腳註

## 相關項目
- 日本流行音樂家列表（日语：ポピュラー音楽の音楽家一覧 (日本・グループ)）

## 外部連結
- PUFFY Official Website （日語）
- PUFFY STAFF的X（前Twitter） （日語）
- YouTube上的帕妃頻道 （日語）
- PUFFY AMIYUMI的Facebook專頁 （日語）
- 帕妃的Instagram帳戶 （日語）
- 帕妃的TikTok （日語）
- PUFFY 大貫亞美的Instagram帳戶 （日語）
- 吉村由美的X（前Twitter） （日語）
- PUFFY （日語）—日本華納音樂
- Puffy AmiYumi的MySpace主頁 （英文）